# Pórozovo
Pórozovo (rus: Порозово) és un poble a l'óblast d'Ivànovo de Rússia. Població: 100 habitants (2002). Situat al marge esquerre del riu Volga.